# Station Maguwo
Maguwo is een spoorwegstation in Depok in de speciale stadregio Yogyakarta.